# ویلر (تگزاس)
ویلر، تگزاس(به انگلیسی: Wheeler, Texas) شهری در ایالت تگزاس از ایالات جنوبی ایالات متحده آمریکا است. در سرشماری سال ۲۰۰۰، جمعیت این شهر ۱۳۷۸ نفر اعلام شد.